# Dolbina
Dolbina este un gen de molii din familia Sphingidae. 

## Specii
- Dolbina borneensis - Brechlin, 2009
- Dolbina elegans - Bang-Haas 1912
- Dolbina exacta - Staudinger 1892
- Dolbina formosana - Matsumura, 1927
- Dolbina grisea - (Hampson 1893)
- Dolbina inexacta - (Walker 1856)
- Dolbina krikkeni - Roesler & Kuppers 1975
- Dolbina luzonensis - Brechlin, 2009
- Dolbina mindanaensis - Brechlin, 2009
- Dolbina paraexacta - Brechlin, 2009
- Dolbina schnitzleri - Cadiou 1997
- Dolbina tancrei - Staudinger 1887